# Nicolás Eyzaguirre
 (janvier 2017).
Si vous disposez d'ouvrages ou d'articles de référence ou si vous connaissez des sites web de qualité traitant du thème abordé ici, merci de compléter l'article en donnant les références utiles à sa vérifiabilité et en les liant à la section « Notes et références ».
Nicolás Eyzaguirre Guzmán (né le 3 janvier 1953 à Santiago), est un économiste et homme politique chilien. 

## Biographie
Il est le fils de l'actrice chilienne Delfina Guzmán (en). Il a été formé au Colegio del Verbo Divino de Santiago du Chili.
Il est ministre des Finances du 11 mars 2000 au 11 mars 2006, et ministre de l’Éducation de Michelle Bachelet de 2014 à 2015.